# Joachim Whaley
Joachim Whaley (* September 1954 in der Nähe von London, England) ist ein englischer Historiker, Linguist, Autor und Hochschullehrer.

## Leben
Whaley studierte das Fach Geschichte am Christ’s College an der Cambridge University und schloss dort 1975 das Fach ab. 1976 wurde er an diesem College Fellow. 1978 wechselte er als Fellow an das Robinson College, bevor er 1987 Fellow des Gonville and Caius College in Cambridge wurde. 1980 wurde Whaley Lektor am German Department der Fakultät für Moderne und mittelalterliche Sprachen (MML). 2013 wurde er als Professor für Deutsche Sprache und Denken an die Cambridge University berufen. Seit 1981 hat Whaley einige Standardwerke in seinen Fachgebieten geschrieben, die mehrfach wieder aufgelegt wurden und zum Teil in die deutsche Sprache übersetzt wurden. Sein im Jahr 2012 veröffentlichtes Werk über das Heilige Römische Reich erschien 2014 in deutscher Übersetzung.

## Preise und Auszeichnungen
- 1984: Fellow der Royal Historical Society.
- 2010: Pilkington Teaching Prize der Universität Cambridge für seine Leistungen in der Vermittlung und Lehre deutscher Geschichte, deutschen Denkens und deutscher Politik.
- 2013: LittD (Ehrendoktor) der Universität Cambridge für seine Veröffentlichungen zur deutschen Geschichte der Neuzeit.
- 2015: Fellow der British Academy.

## Veröffentlichungen
- Germany and the Holy Roman Empire 1493–1806, 2 Vols. Oxford University Press, Oxford, England 2012, ISBN 978-0-198731016.
  - deutsch von Michael Haupt und Michael Sailer: Das Heilige Römische Reich und seine Territorien. Band 1: Von Maximilian I. bis zum Westfälischen Frieden 1493–1648 und Band 2: Vom Westfälischen Frieden zur Auflösung des Reichs 1648 – 1806. Philipp von Zabern, Darmstadt 2014, ISBN 978-3-8053-4826-3.
- The Theory and Practice of Tolerance in Eighteenth-Century Germany S. 9–26 in Heimo Reinitzer und Walter Sparn (Hrsg.): Verspätete Orthodoxie: Über D. Johann Melchior Goeze (1717–1786). Harrassowitz, Wiesbaden 1989, ISBN 3-447-02976-5. (Wolfenbütteler Forschungen Band 45, 1989).
- Religious Toleration and Social Change in Hamburg 1529–1819. Cambridge University Press, Cambridge, England 1985. Neuauflage als Taschenbuch 2002.
  - deutsch: Religiöse Toleranz und Sozialer Wandel in Hamburg 1529–1819. Friedrich Wittig Verlag, Hamburg 1992, ISBN 3-804843522.
- als Herausgeber: Mirrors of Mortality: Studies in the Social History of Death. Europa, London 1981; Neuauflage: Routledge Revival, London 2011.
- The Protestant Enlightenment in Germany, Seiten 106–117 in: Roy Porter und Mikuláš Teich (Hrsg.): The Enlightenment in National Context. Cambridge University Press, New York City 1981, ISBN 0-521237572.